# Blur (album zespołu Blur)
Blur – piąty album muzyczny zespołu Blur, wydany w 1997 roku.

## Lista utworów
| 1 .  | „Beetlebum"                                      | 5:05  |
|      |                                                  |       |
| 2 .  | „Song 2"                                         | 2:02  |
|      |                                                  |       |
| 3 .  | „Country Sad Ballad Man"                         | 4:48  |
|      |                                                  |       |
| 4 .  | „M.O.R"                                          | 3:28  |
|      |                                                  |       |
| 5 .  | „On Your Own"                                    | 4:40  |
|      |                                                  |       |
| 6 .  | „Theme From Retro"                               | 3:27  |
|      |                                                  |       |
| 7 .  | „You’re So Great"                                | 3:40  |
|      |                                                  |       |
| 8 .  | „Death of a Party"                               | 4:34  |
|      |                                                  |       |
| 9 .  | „Chinese Bombs"                                  | 1:25  |
|      |                                                  |       |
| 10 . | „I’m Just a Killer for Your Love"                | 4:10  |
|      |                                                  |       |
| 11 . | „Look Inside America"                            | 3:51  |
|      |                                                  |       |
| 12 . | „Strange News from Another Star"                 | 4:03  |
|      |                                                  |       |
| 13 . | „Movin’ On"                                      | 3:45  |
|      |                                                  |       |
| 14 . | „Essex Dogs" zawiera ukryty utwór pt.„Interlude" | 8:09  |
|      |                                                  |       |
|      |                                                  | 57:07 |
|      |                                                  |       |

## Certyfikaty i sprzedaż
| Kraj                     | Certyfikat      | Sprzedaż |
| ------------------------ | --------------- | -------- |
| Australia (ARIA)         | złota płyta     | 35 000+  |
| Hiszpania (Promusicae)   | platynowa płyta | 100 000+ |
| Kanada (MC)              | platynowa płyta | 100 000+ |
| Nowa Zelandia (RMNZ)     | platynowa płyta | 15 000+  |
| Stany Zjednoczone (RIAA) | złota płyta     | 500 000+ |
| Wielka Brytania (BPI)    | platynowa płyta | 300 000+ |